# بذرة القطن

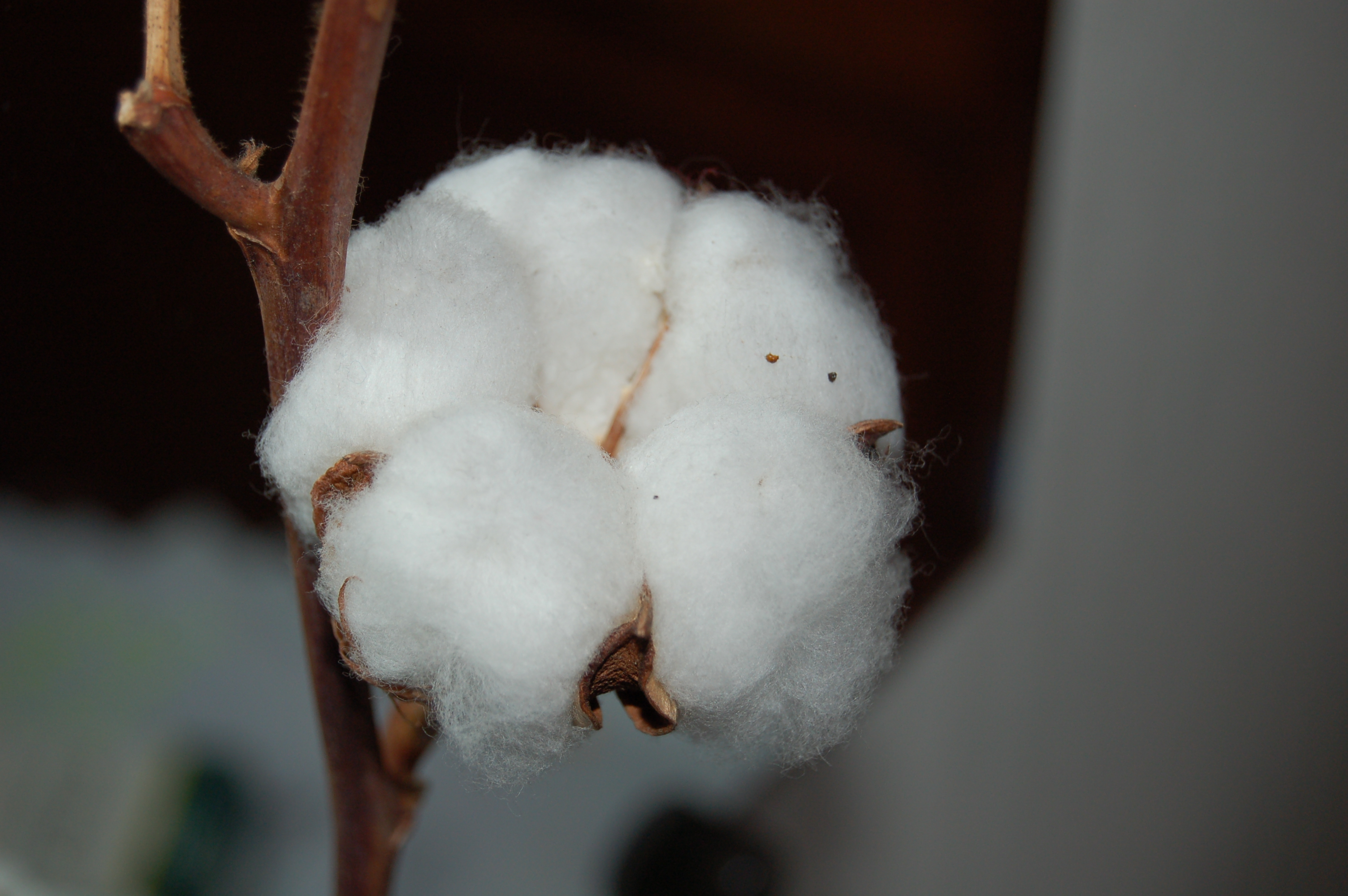
بذرة القطن محاطة بأليف القطن

بذرة القطن أو الخَيْسَفُوج هي بذرة نبات القطن.
وصف نبات القطن :
• يعتبر القطن من الشجيرات الصغيرة حيث يتراوح ارتفاعة من مترين إلى ثلاث متر، له ساق خشبي ينمو راسي ويتفرع من جميع الإتجاهات ،الأوراق عريضة مفصصة من ثلاث إلى خمس فصوص ، ويعتبر من النباتات التي تعيش في المناطق الحارة،
وصف زهرة القطن :
• أزهارة صفراء اللون كبيرة الحجم ، تتفتح في أول النهار وتذبل في اليوم التالي ، يبدا موسم إزهارها من بداية فصل الصيف وينتهي تزهيرها مع بداية فصل الخريف.
إستعمالات وفوائد نبات القطن :
• تستخدم ألياف القطن في صناعة الملابس والقبعات كذلك السجاد والأحذية والمناشف.
• تستخدم ألياف القطن لصناعة اغلفة الكتب والضمادات وأقمشة مقاعد السيارات.
• تستخدم البذور في إنتاج الزيت والذي يدخل كعامل اساسي في العديد من المنتجاا الغذائية.
• تدخل الألياف القصيرة الموجودة بقرب بذور القطن في صناعة الورق والبلاستيك والمثير من الصناعات الاخرى.
• تستعمل بقايا محصول القطن مثل السيقان والأوراق في تحسين خواص التربة وذلك من خلال حرثها مع التربة.
المناخ المناسب لنبات القطن :
• يعد المناخ الحار والرطب مناخًا مثاليًا لنمو القطن.
• درجة الحرارة المناسبة 25 درجةً مئويةً.
• تتحمل الجفاف.
• محبة لأشعة الشمس المباشرة.
• حساسة للصقيع.
التربة المناسبة لنبات القطن :
• تنمو في الترب جيدة الصرف و التهوية.
• تنمو في مختلف الترب.
• التربة التي تحتوي على نسبة عالية من المواد العضوية مناسبة جدًا لمحاصيل القطن.
• حساسة لملوحة التربة.
• يجب أن تكون درجة حرارة التربة 60 درجة فهرنهايت أو أعلى لبذور القطن لتنبت بنجاح.
طريقة تكاثر نبات القطن :
• يتكاثر عن طريق البذور.
موعد زراعة نبات القطن :
• يزرع المحصول في النصف الأول من شهر فبراير إلى 15 أبريل، ويزرع من مايو إلى أوائل أغسطس.
طريقة زراعة نبات القطن :
• ازرع بذور القطن في مجموعات من ثلاث بوصات بعمق بوصة واحدة وبفارق أربع بوصات. قم بتغطية التربة. في غضون أسبوعين، يجب أن تبدأ البذور في التبرعم. في ظل الظروف المثلى، سوف تنبت في غضون أسبوع.
طريقة تسميد نبات القطن :
• يمكن تقسيم دفعات التسميد الآزوتي على ثلاث دفعات متساوية بواقع 20 وحدة لكل دفعة يتم إضافتها على النحو التالى: – دفعة أولى بعد الخف وقبل الرى 2 شكارة سلفات نشادر أو ما يعادلها من نترات النشادر وتقدر تقريبا 67كيلو. – دفعة تالية نفس المعدل السابق وتكون فى الرية التالية.